# Zambia
Zambia, hivatalosan a Zambiai Köztársaság (angolul: Republic of Zambia), egy független köztársaság Dél-Afrikában. Az országot északról a Kongói Demokratikus Köztársaság, északkeletről Tanzánia, keletről Malawi, délkeletről Mozambik, délről Zimbabwe és Botswana, délnyugatról Namíbia, nyugatról pedig Angola határolja.
Az egykori brit gyarmat 1964-ben lett független, de a britek által vezetett Nemzetközösség tagja maradt és a hivatalos nyelv továbbra is az angol maradt.
Az ország fővárosa és legnagyobb városa a délközép részén található Lusaka.

## Etimológia
A terület Észak-Rodézia néven volt ismert 1911 és 1964 között, amikor a brit uralomtól való függetlensége után átnevezték Zambiára.
Az ország mai nevét a fő folyójáról, a Zambéziről kapta. A Zambézi jelentése: „nagy folyó”. A britek eredetileg Zambéziá-nak akarták elnevezni a Cecil Rhodes által megszerzett területeket, ám Rhodes fehér telepesei, akik előtt nagyon népszerű volt, ragaszkodtak ahhoz, hogy az országot utána nevezzék el. A Rodézia, mint területnév később negatív fogalommá nevesült, különösen az afrikai őslakosok előtt, amelyet egyet jelentett az európai jövevények általi elnyomásukkal.

## Földrajz

### Domborzat

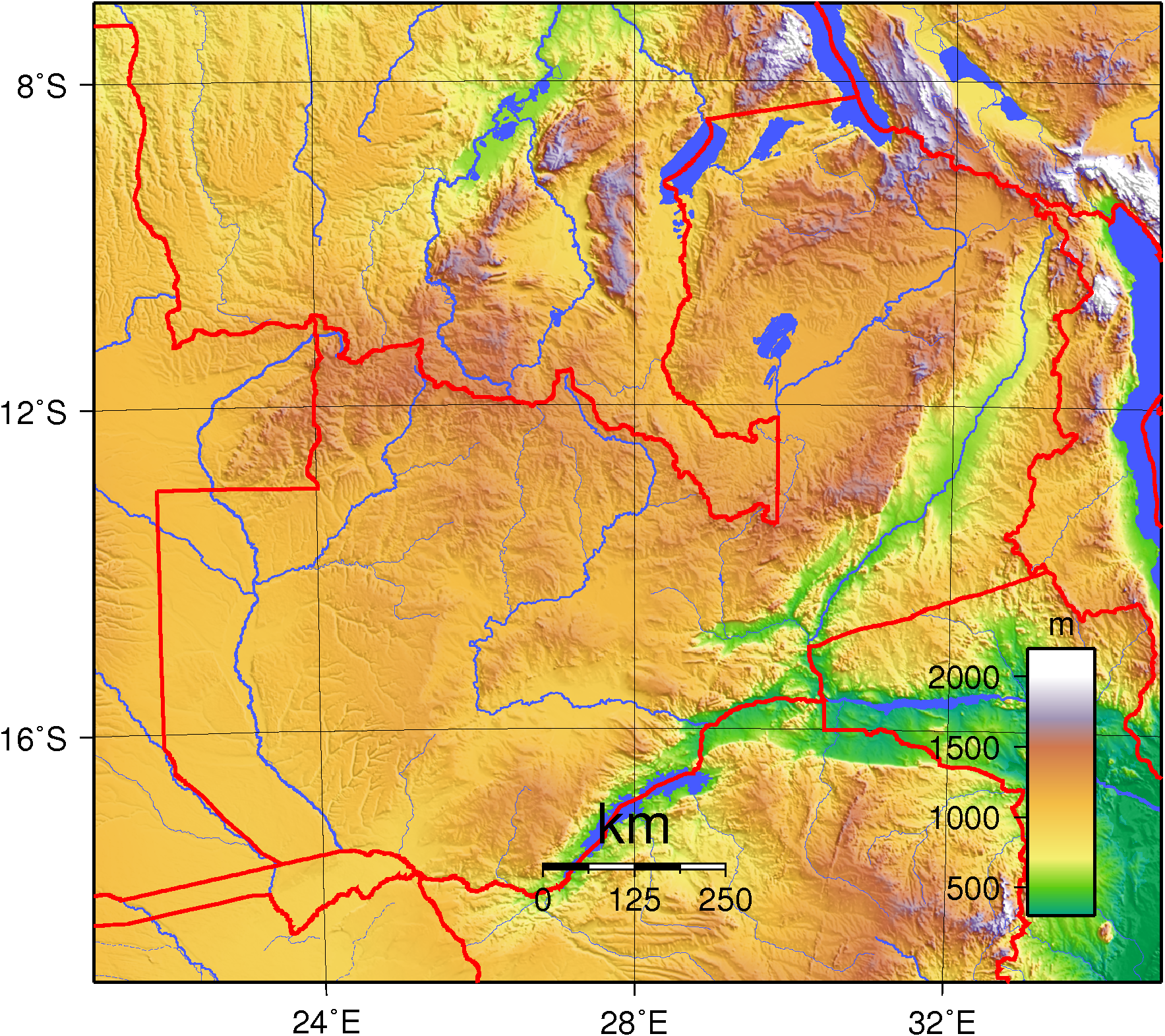
Zambia domborzati térképe

Az ország jelentős részét az Afrikai-pajzs ősi kőzetein kialakult 1000-1500 méter magas fennsíkok (Katanga-, Zambézi- és Lunda-fennsík) foglalják el. Közöttük a folyók mély árkokban folynak. A fennsíkokból kiemelkedő szigethegyek és szigethegységek közül legnagyobb a Muchinga-hegység (Mabyoula, 1848 m). A fennsíkok délkeleten a Zambézi árkára szakadnak le, délnyugaton a Kalahári-medence síkságába simulnak.
A talaj nagyrészt savas, homokos és tápanyagokban szegény. A középső és déli területeken valamivel jobb minőségű.

### Vízrajz
Az ország legnagyobb része a Zambézi folyó vízgyűjtőjéhez tartozik. A Zambézi hossza 3540 km, ami tovább haladva Mozambikban az Indiai-óceánba ömlik. Az állam területének durván negyede a Kongó vízgyűjtő területe. A Kongó legdélibb forrásai Zambiában találhatók.
Két másik nagyobb folyója a Kafue és a Luangwa. A Kafue 970 km hosszan folyik, és kettévágja az ország középső tartományát. Mindkettő délen a Zambézi folyót táplálja.
Zambia nagy kiterjedésű síkságain több kisebb-nagyobb árterület alakult ki. Egy-egy ilyen árterület európai szemmel hatalmas, és víz alatt áll az esős évszak nagy részében és a száraz évszak kezdetén. Ehhez a rendszeres elárasztáshoz alkalmazkodott a helyi élővilág és az ott élő emberek életmódja is.
Mesterséges eredetű az 5000 km² területű Kariba-tó, amit 1958-ban hoztak létre a Zambézin létesített duzzasztógát megépítésével.
További nagyobb tavak a Mweru, a Bangwelu és a Tanganyika, amik az ország északi részén találhatók.
Az ország északkeleti és nyugati területei az esős évszak idején szárazföldi közlekedési eszközzel megközelíthetetlenek az áradások miatt. Ezeken a területeken az éves csapadékmennyiség 1000–1500 mm. Az esős évszak decembertől márciusig tart.
Bár az ország bővízű folyókkal rendelkezik, de az iható víz kevés a vízszennyezés miatt.

### Éghajlat

Köppen éghajlati osztályozása (angol)

Az ország zöme fennsíkon fekszik, 1000 és 1600 méter közötti tszf. magasságban. Az átlagos 1200 méteres tengerszint feletti magasság afrikai viszonyok között többnyire "mérsékelt" éghajlatot ad a földnek. Zambia éghajlata trópusi, amelyet a magasság módosít. A köppeni éghajlati besorolás szerint az ország nagy része nedves szubtrópusi vagy trópusi nedves és száraz övezetbe sorolható, délnyugaton és a Zambézi-völgy mentén félszáraz sztyepp éghajlattal.
Van az esős évszak (novembertől áprilisig) amely a nyárnak, és száraz évszak (május/június-október/november), amely a "télnek" felel meg. A száraz évszak a hűvös száraz évszakra (május/június-augusztus) és a forró száraz évszakra (szeptembertől októberig/novemberig) osztható. A magasság módosító hatása a májustól augusztusig tartó hűvös évszakban inkább szubtrópusi időjárást ad az országnak, mint trópusi viszonyokat.
A csapadék délnyugaton, a Kalahári-sivatag közelében a legkevesebb. A Zambézi egész völgye szárazabb. Az ország többi részén elég a csapadék az erdők életéhez.

### Állat- és növényvilág
A terület kétharmadát magas fű, erdő és bokrok borítják. Csak a terület 20%-a alkalmas mezőgazdasági művelésre. Az erdőket erőszakos mértékben irtják - fűtés, főzés és a megművelhető terület növelése céljából.
Egyes nagy vadállatok ma már nagyrészt csak a nemzeti parkokban találhatók. Ennek oka, hogy az esetleg kiszabaduló, elkóborló vadállatokat vagy a vadorzók, vagy a gazdák ölik meg, utóbbiak a tenyésztett állataik védelme érdekében. A kormányzat rossz környezetgazdálkodása és a korrupció lehetővé tette az orvvadászatot is, és a természet ellenőrizetlen kizsákmányolását. Egyes nemzeti parkoknak korábban nem volt igazgatásuk sem.
Az elefánt és az oroszlán szinte kizárólag nemzeti parkokban található csak meg, a kafferbivaly esetleg még azok közelében is. A többi nagy állat közül csak a foltos hiéna, a krokodil, a víziló és a mocsáriantilop található meg a parkokon kívül is. A rodéziai zsiráf (Giraffa camelopardalis thornicrofti) és egy mocsáriantilop-féle (Kobus leche kafuensis) endemikus Zambiában.
Kisebb termetű állatok a parkokon kívül a madarak, kisebb emlősök, denevérek, cickányok, rágcsálók, mongúzok, majmok (pl. Chlorocebus pygerythrus), fülesmakik, és hüllők, mint például a kígyók vagy a nílusi varánusz.
Sok faj a kihalás szélén van.

### Természetvédelem
A 2020 táján létező húsz nemzeti park közül ötben az igazgatás hiánya miatt elvesztették a vadon élő állatok nagy részét. A fennmaradó tizenötből kettő elsősorban a természeti táj miatt létezik (Nyika-fennsík és Viktória-vízesés), a többi park még jó vadállománnyal rendelkezik, a némi orvvadászat ellenére.

#### Nemzeti parkok
| A nemzeti parkok az angol neveik alapján: - Blue Lagoon Nemzeti Park - Isangano Nemzeti Park - Kafue Nemzeti Park - Kasanka Nemzeti Park - Lavushi Manda Nemzeti Park - Liuwa Plain Nemzeti Park - Lochinvar Nemzeti Park - Lower Zambezi Nemzeti Park - Luambe Nemzeti Park - Lukusuzi Nemzeti Park - Lusenga Plain Nemzeti Park - Mosi-oa-Tunya Nemzeti Park (Viktória-vízesés) - Mweru Wantipa Nemzeti Park (Mweru-tó) - North Luangwa Nemzeti Park - Nsumbu (Sumbu) Nemzeti Park - Nyika Plateau Nemzeti Park (Nyika-fennsík) - Sioma Ngwezi Nemzeti Park - South Luangwa Nemzeti Park - West Lunga Nemzeti Park |

#### Természeti világörökség
Zimbabwéval közös természeti világörökség a Viktória-vízesés a két állam határán.

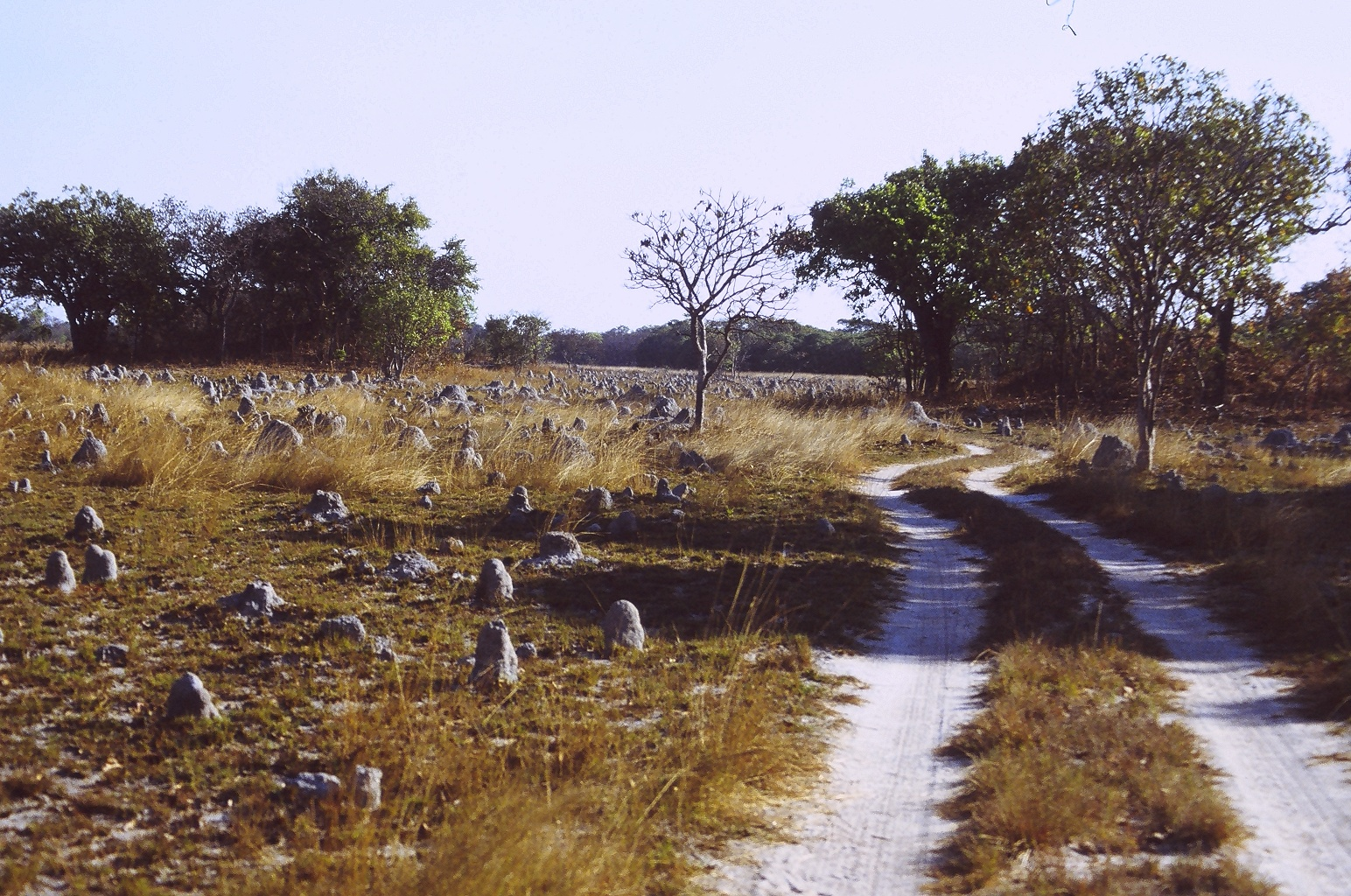
Termeszvárak a Kasanka Nemzeti Parkban
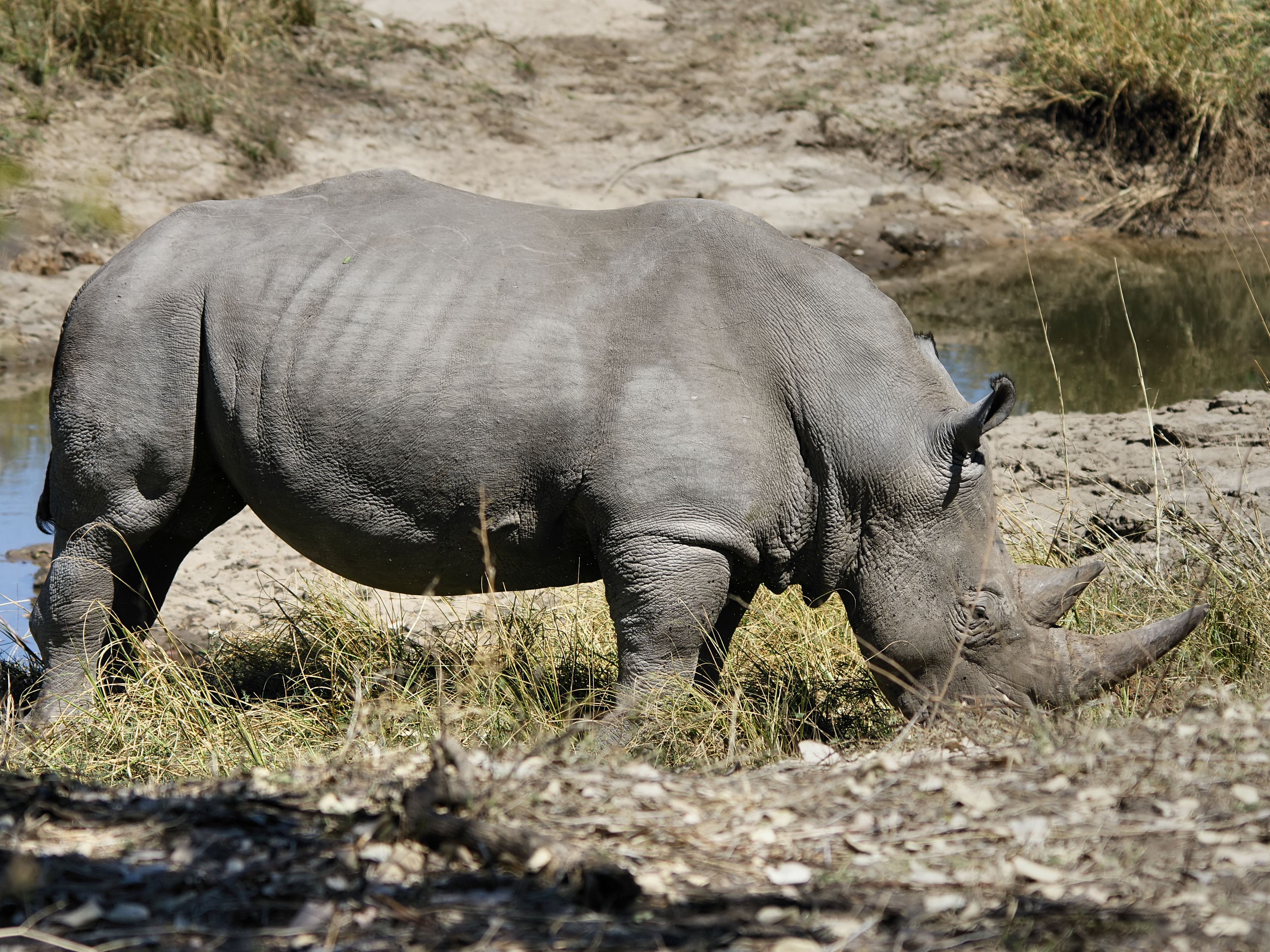
Szélesszájú orrszarvú
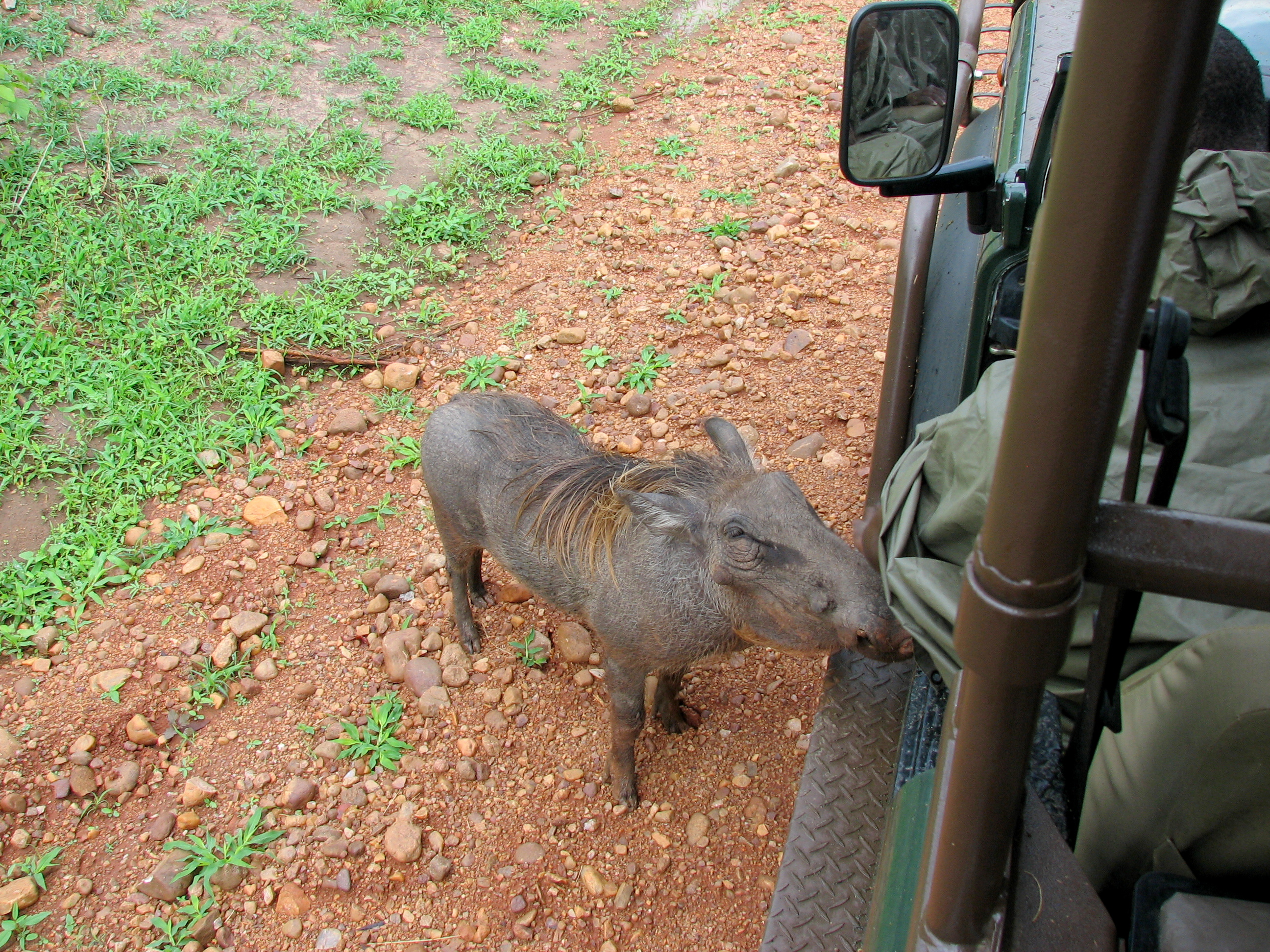
Szavannai varacskosdisznó
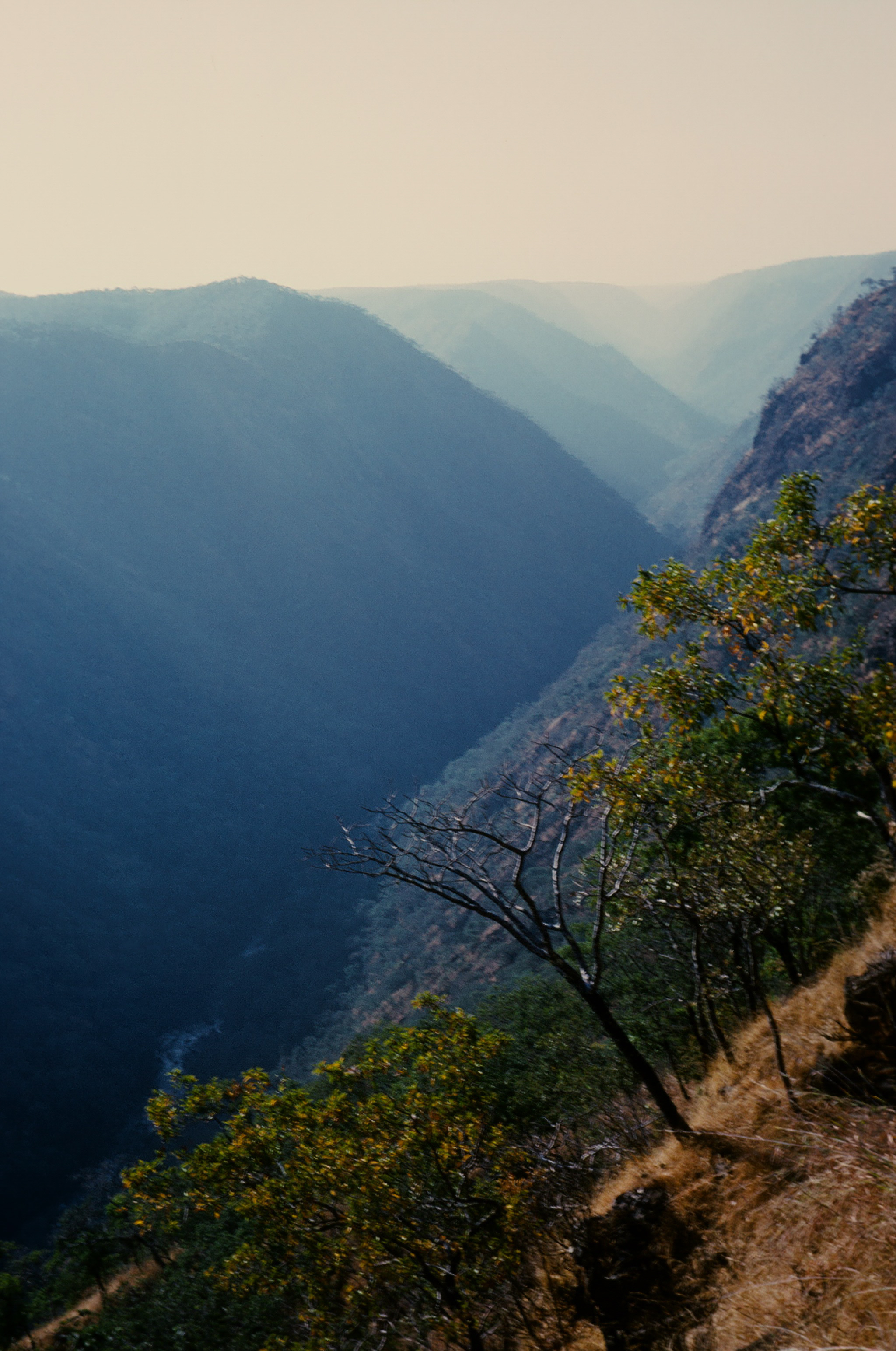
A Lunsemfwa folyó kanyonja
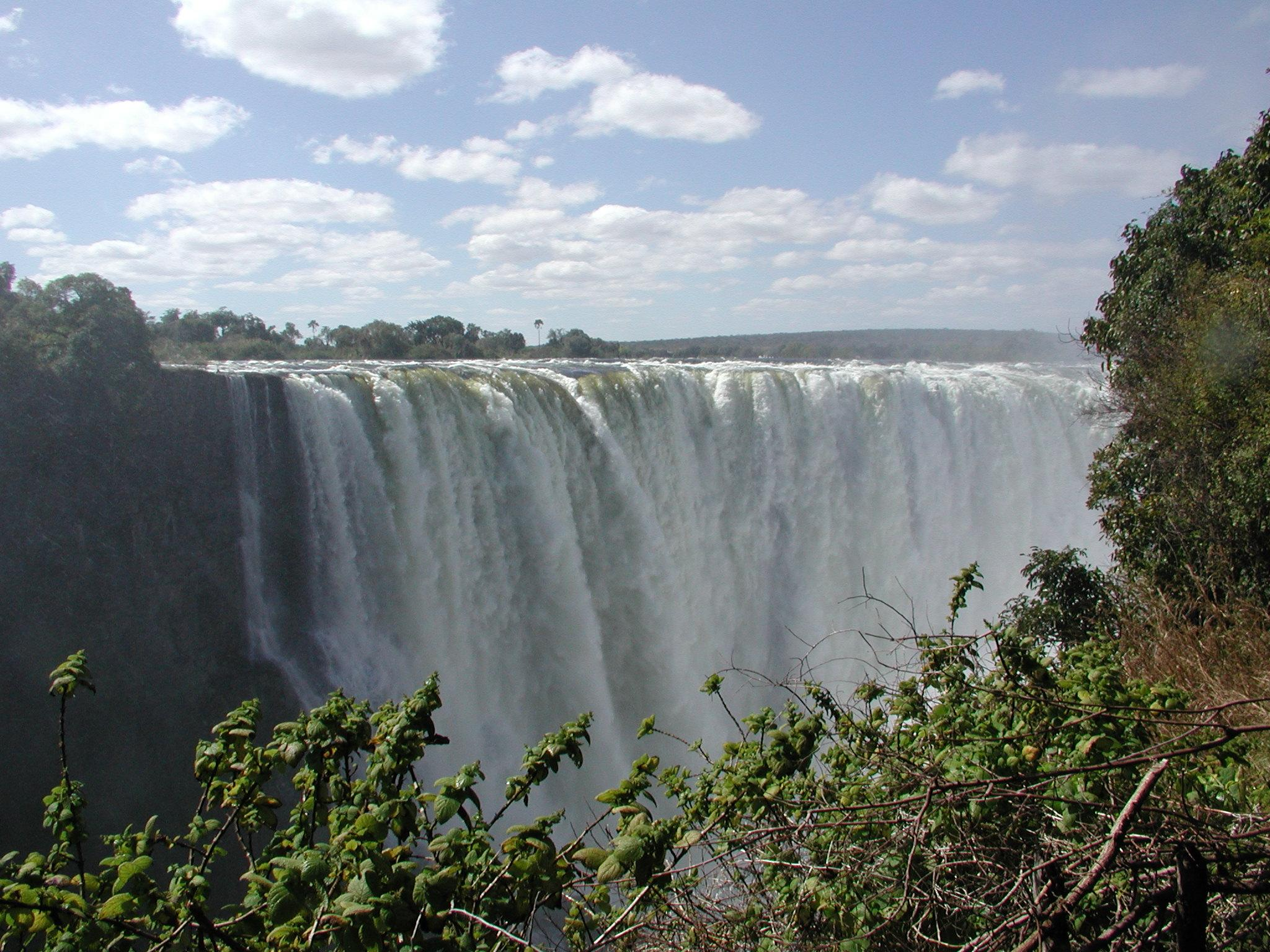
A Viktória-vízesés

## Történelem
Zambia területe az őskor óta lakott, az országban élő népek elődei azonban csak a 16-17. században foglalták el a vidéket. Északi részét 1750 körül a Lunda Birodalom igázta le, ugyanekkor alakult meg a Felső-Zambézi mentén a Barotsze Királyság. Az első európaiak, a portugálok és az angolok a 18. század végén jelentek meg. A portugálokat megelőzve, a David Livingstone által bejárt terület a helyi törzsfőnökökkel való szerződések révén a Brit Dél-afrikai Társaság birtokába került. Észak-Rhodézia néven 1924-ben lett önálló brit gyarmat. A második világháború után megerősödtek az afrikaiak politikai mozgalmai. 1953-ban hozták létre Észak- és Dél-Rhodézia és Nyaszaföld gyarmatokból a Rhodézia és Nyaszaföld államszövetséget. Az államszövetség 1963. december 31-én felbomlott, majd Észak-Rhodézia kilenc hónapos belső önkormányzat után, 1964. október 24-én elnyerte állami függetlenségét Zambia néven.
A függetlenség és a számottevő ásványkincs súlyos gondokat okozott Zambiában. Túl kevés volt a képzett zambiai munkaerő a gazdaság működtetéséhez. A gazdaság nagymértékben függött a külföldiek szakértelmétől. Három szomszédos ország: Angola, Mozambik és Dél-Rhodézia gyarmati uralom alatt állt. Dél-Rhodézia fehér kormánya 1965 novemberében egyoldalúan kikiáltotta függetlenségét. Zambiának közös határa volt Délnyugat-Afrikával (Namíbia), amelyet ekkor a Dél-afrikai Köztársaság igazgatott. A zambiaiak az antikolonialista, a fehérek uralma ellen harcoló erőkkel szimpatizáltak, különösen Dél-Rhodéziában (amely akkor a Rhodézia nevet viselte). A következő évtizedekben aktívan támogatták Angolában az UNITA mozgalmat, a Zimbabwei Afrikai Népi Uniót (ZAPU), Dél-Afrikában az Afrikai Nemzeti Kongresszust (ANC) és Délnyugat-Afrika Népeinek Szervezetét (SWAPO).
A Rhodéziával való konfliktus következtében lezárták a határt 1973-ban, ami súlyos gondokat okozott a nemzetközi szállításokban és az áramellátásban. Kínai segítséggel vasút épült Dar es-Salaam tanzániai kikötőbe. Ez csökkentette Zambia függőségét a Dél-Afrikába és a nyugati irányba, Angolán át vezető vasútvonalaktól. A vasút elkészültéig Zambia importjának és létfontosságú rézexportjának fő ütőere a TanZam út volt, amely Zambiából Tanzánia kikötővárosaiba vezetett. Olajvezeték is épült Dar es Salaamból Zambiába. Az 1970-es évek végén Mozambik és Angola függetlenné vált Portugáliától. Zimbabwe 1979-ben lett független. Mindez nem oldotta meg Zambia gondjait. A korábbi portugál gyarmatokon kitört polgárháborúk menekültek terhét zúdították Zambia nyakába és folytatódtak szállítási problémái. A Benguela vasút, amely nyugatra vezetett Angolán át, az 1970-es évek végétől lezárult a zambiai szállítmányok előtt. Zambia erőteljesen támogatta az ANC-t, amelynek külföldi székhelye Lusakában volt. Ez biztonsági problémákat okozott, mert Dél-Afrika az ANC létesítményeit Zambiában is támadta.
Az 1970-es évek közepén Zambia fő exportcikkének, a réznek az ára esett a világpiacon. Ez jelentősen nehezítette Zambia helyzetét, mert a szállítási költségek aránya megnőtt, bevételei csökkentek. Belső és külső hitelezőkhöz fordult segítségért, de mivel a réz ára tartósan alacsony maradt, egyre nehezebbé vált a hitelek törlesztése. Az 1990-es évek közepén a hitelfelvételek korlátozása ellenére Zambia egy főre eső adóssága a világon a legmagasabbak közé tartozott. Zambia újabb pénzügyi problémái akkor kezdődtek, amikor 2012-ben sikertelenül fordultak hitelhez az IMF-hez.
Ekkor az ország Kínához fordult, ahonnan 2012 és 2015 között többmilliárd dollárnyi hitelt vettek fel, előnytelen feltételekkel. Az államadósság már a 2020-as év elején elszabadult, a koronavírus-járvány és a recesszió pedig tovább rontotta a költségvetés állapotát és az ország lehetőségeit az újabb hitel felvételére.

## Államszervezet és közigazgatás

### Alkotmány, államforma
Zambia elnöki rendszerű köztársaság. Elnöke 2021-től Hakainde Hichilema.
A mai alkotmányt 1973. augusztus 25-én fogadták el. Az országban bevezették az egypártrendszert és ezután egy diktatórikus időszak következett. Az új alkotmányban egykamarás parlament szerepelt és az ország irányítását a Központi Bizottságban ülő United National Independence Party (UNIP) tagja végezték. Az UNIP monopolhelyzete elleni növekvő elégedetlenség 1990-ben a Movement for Multiparty Democracy (Mozgalom a Többpárti Demokráciáért - MMD) megszületéséhez vezetett. Az 1991-es elnökválasztáson Frederick Chiluba elsöprő sikert aratott Kaunda felett a szavazatok 81%-ának megszerzésével. A földcsuszamlásszerű győzelem betetőzéseképpen az MMD 125 helyet szerzett meg a 150 parlamenti helyből. A keleti tartományban az UNIP győzedelmeskedett 19 helyet szerezve meg.
1996-ban Chilubát az első elnöki terminusa végén ismét elnökké választották. A választásokon az MMD 131 helyet szerzett meg, miután a Kaunda által vezetett UNIP bojkottálta a választást, tiltakozva az ellen, hogy vezetőjük nem vehetett részt az elnökségért folyó harcban, és azzal vádolta a kormánypártot, hogy a választás eredménye előre eldöntött volt. Ennek ellenére a választás nyugodtan zajlott le.
2001-ben Chiluba támogatói kampányba kezdtek az alkotmánymódosításért, hogy Chilubát harmadszor is elnöknek jelölhessék. A polgári és ellenzéki tiltakozás elérte, hogy Chiluba visszalépett a harmadszori elnökjelöltségtől. Csekély szavazattöbbséggel Levy Mwanawasa nyerte a választást az MMD-nek. 2008. augusztusában bekövetkezett halála után Rupiah Banda, zambiai alelnök követte őt az elnöki pozícióban.
A végrehajtó hatalom a megválasztott elnök által vezetett kormány kezében van. Az elnököt  ötéves  időszakra választják, egyszeri újraválasztási lehetőséggel.
A törvényhozó hatalmat az egykamarás Zambiai Nemzetgyűlés gyakorolja. A jelenlegi Nemzetgyűlés a 2001. december 27-i választásokat követően alakult meg. Tagjainak száma 158. 150 tagot közvetlenül választanak meg a választókerületekben, 8 helyre az elnök jelöl ki képviselőt. A Nemzetgyűlés tagjai  ötéves  terminusban dolgoznak.

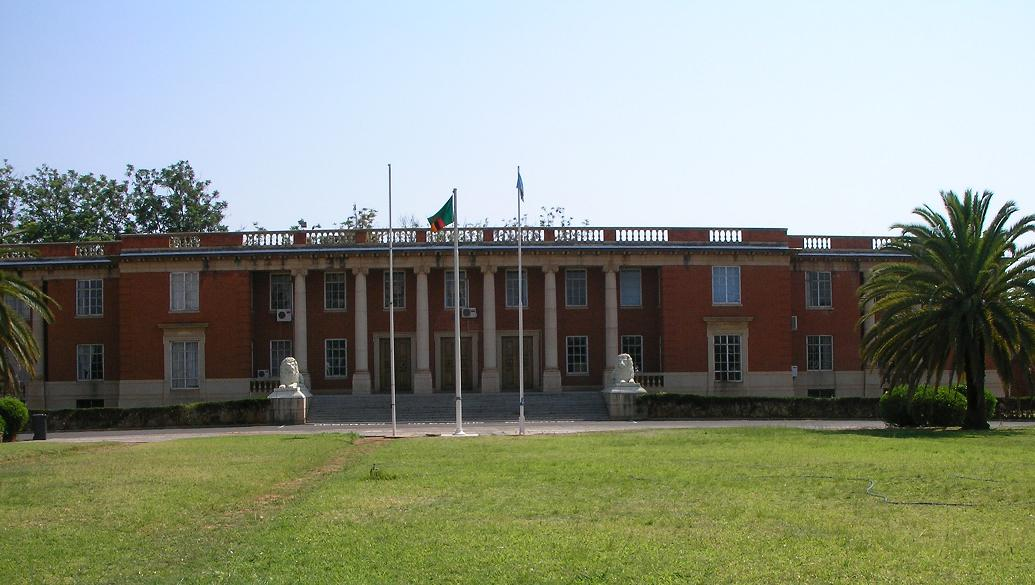
A Legfelsőbb Bíróság épülete Lusakában

### Nemzetközi tagsága
Brit nemzetközösség, ENSZ, Afrikai Unió.

### Elnökök

Zambia tartományai

- Kenneth Kaunda (UNIP) 1964–1991
- Frederick Chiluba (MMD) 1991–2001
- Levy Mwanawasa (MMD) 2002–2008
- Rupiah Banda (MMD) 2008–2011
- Michael Sata (PF) 2011–2014
- Guy Scott (PF) 2014–2015
- Edgar Lungu (PF) 2015–2021
- Hakainde Hichilema (UPND) 2021–

### Közigazgatási beosztás

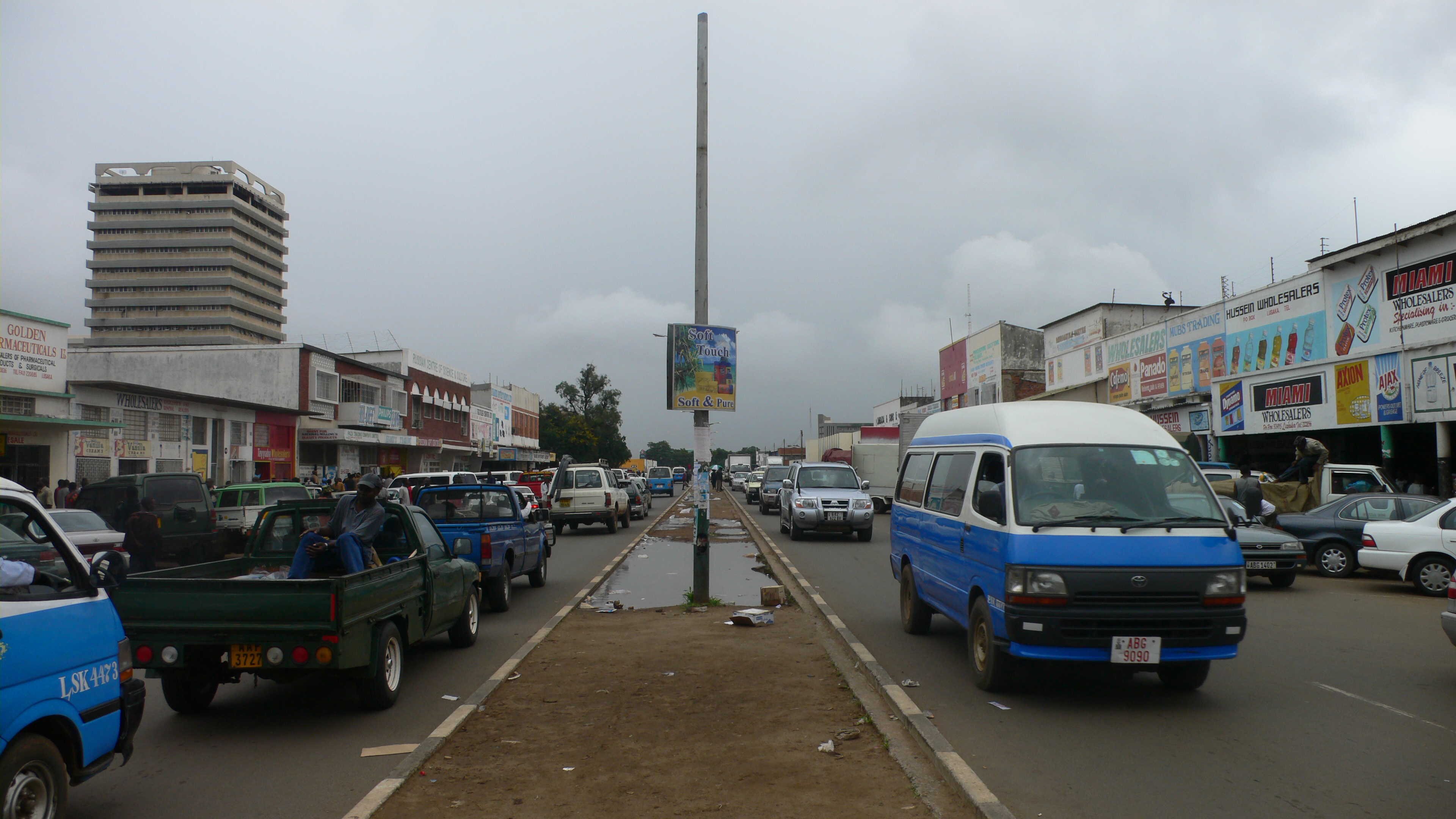
Utcakép, Lusaka

Zambia közigazgatási területi felosztásának két szintje van. A legnagyobb területi egységet a tartományok (province) képeznek, és annak az alegysége a kerületek (district). A tartományok élén az elnök által kinevezett miniszterek állnak. Az ország területe 10 tartományra van osztva.

| Tartomány    | Főváros  | Népesség (fő) | Terület (km2) |
| ------------ | -------- | ------------- | ------------- |
| Copperbelt   | Ndola    | 2 605 100     | 31 328        |
| Déli         | Choma    | 1 902 400     | 68 410        |
| Északi       | Kasama   | 1 474 700     | 77 650        |
| Északnyugati | Solwezi  | 926 500       | 125 826       |
| Keleti       | Chipata  | 2 012 900     | 51 476        |
| Központi     | Kabwe    | 1 793 600     | 110 450       |
| Luapula      | Mansa    | 1 245 700     | 50 567        |
| Lusaka       | Lusaka   | 3 308 400     | 23 490        |
| Muchinga     | Chinsali | 1 053 000     | 87 806        |
| Nyugati      | Mongu    | 1 058 900     | 126 386       |

### Politikai pártok
| Politikai pártok listája (nyitható szakasz) >>>>>>>>>>> |
| --- |
| - All People's Congress - Forum for Democracy and Development - Heritage Party - Movement for Multiparty Democracy - New Congress Party - National Democratic Focus - National Democratic Front - National Leadership for Development - New Generation Party - Overseers of Justice and Chronicles - Patriotic Front - Reform Party - Das Wahlbündnis United Democratic Alliance - United Nationalist Party - United National Independence Party - United Party for National Development - Zambia Alliance for Progress |

### Külkapcsolatok

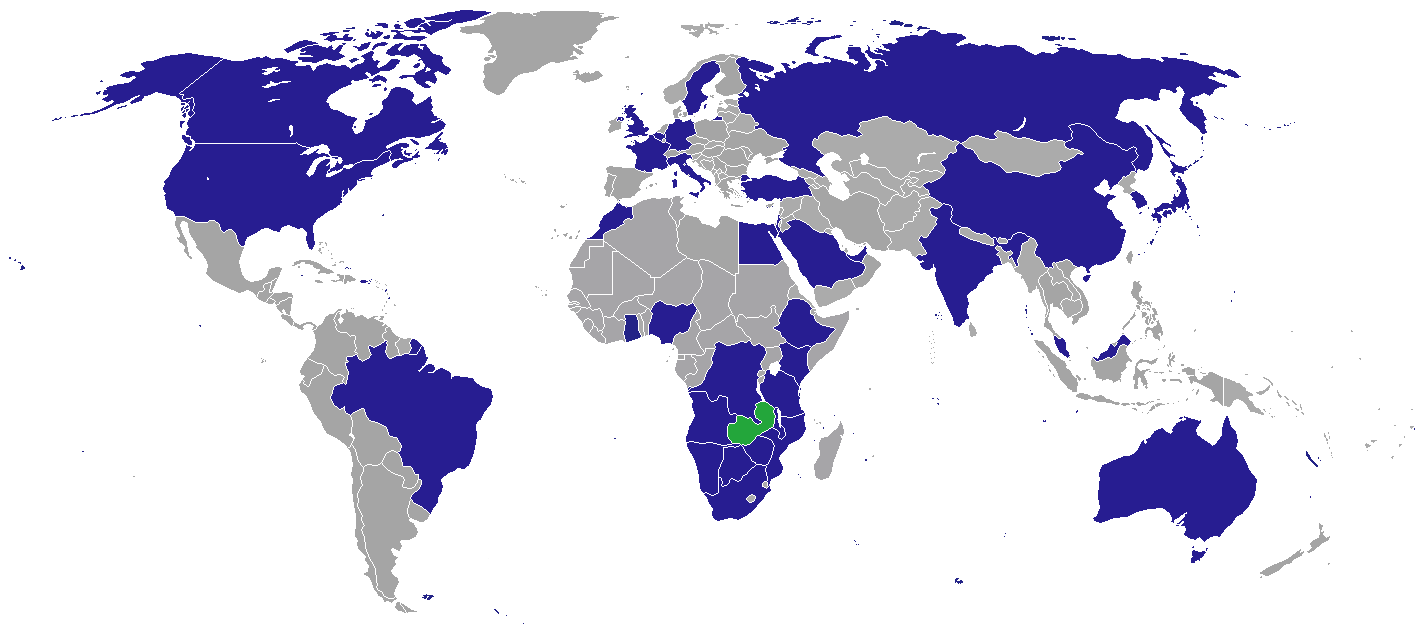
Zambia diplomáciai külképviseletei

34 országnak van zambiai külképviselete, továbbá az Egyesült Nemzetek Szervezetének, az Afrikai Uniónak és az Európai Uniónak. Az ország a Nemzetközösség tagja. A főváros, Lusaka a Kelet és Dél-Afrika Közös Piac (COMESA) székhelye. Egy elhúzódó határvitája van a Kongói Demokratikus Köztársasággal a Luapula tartomány határairól, illetve a Zambézinél található négyes államhatár is tisztázatlan.

## Demográfia

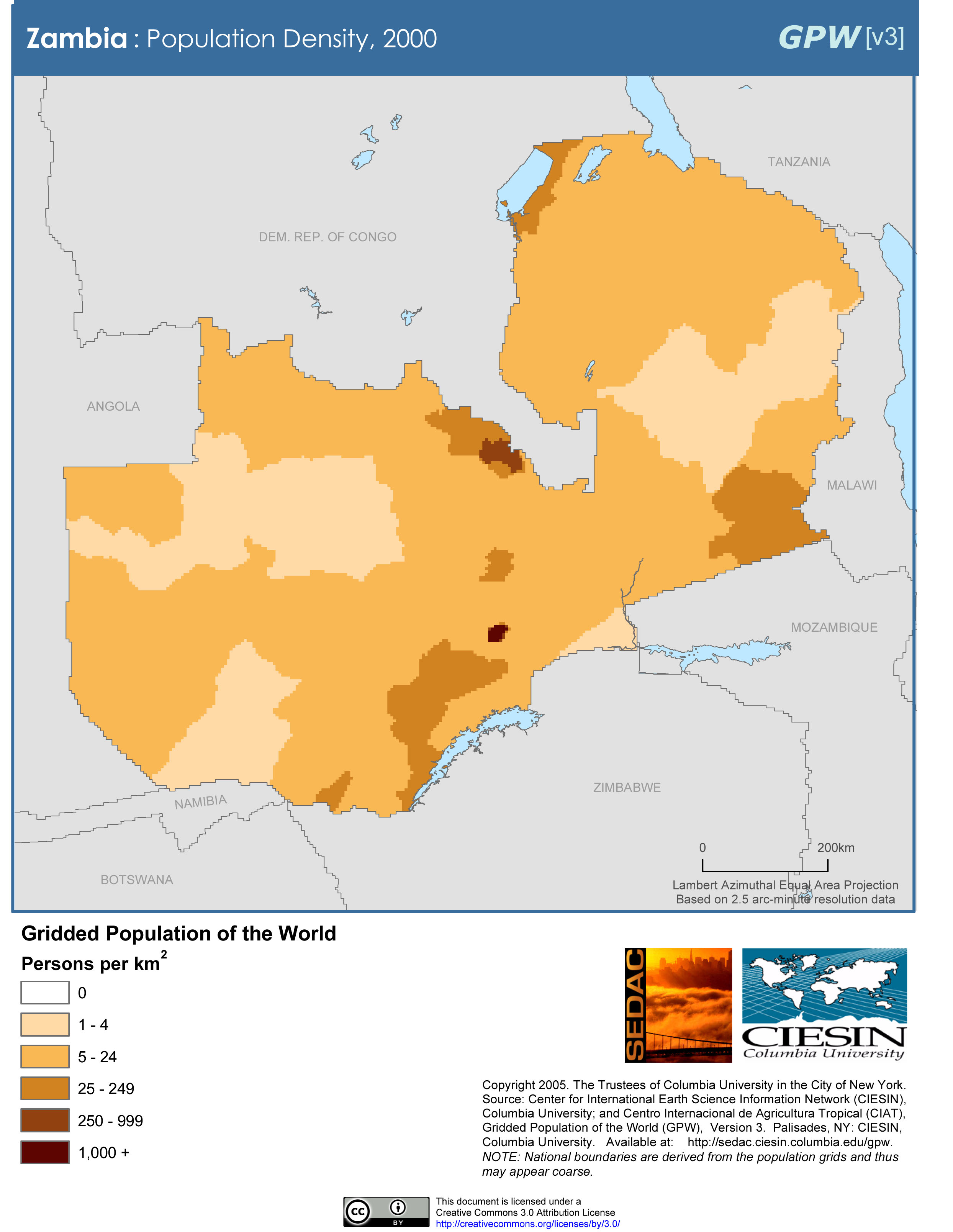
Népsűrűségi térkép

### Általános adatok
- Népesség: 19,5 millió (2022)
- Születéskor várható élettartam: férfiak 51,1 év; nők 54,4 év (2017)[16]

Az országos népsűrűség alacsony, 2022-ben 25 fő/km², a népesség főleg a főváros, Lusaka környékén és a Copperbelt tartományban, vagyis az ország két fő gazdasági központja köré összpontosul.
A főként brit vagy dél-afrikai bevándorlók is főleg itt élnek, Lusakában és a rézövezetben (Copperbelt), ahol vagy bányákban, pénzügyi és kapcsolódó tevékenységekben dolgoznak, vagy nyugdíjasok.

### Népességének változása
| Lakosok száma | 3 082 627 | 3 692 409 | 4 482 567 | 5 479 897 | 6 636 560 | 8 038 236 | 9 320 089 | 10 894 519 | 12 825 031 | 19 610 769 |
|               | 1960      | 1966      | 1972      | 1978      | 1984      | 1991      | 1997      | 2003       | 2009       | 2022       |

### Legnépesebb települések
| Kép    | Rang | Város       | Tartomány  | Népesség  | Rang | Város         | Tartomány     | Népesség | Kép   |
| ------ | ---- | ----------- | ---------- | --------- | ---- | ------------- | ------------- | -------- | ----- |
| Lusaka | 1.   | Lusaka      | Lusaka     | 1 747 152 | 11.  | Solwesi       | Észak-nyugati | 90 856   | Ndola |
| Lusaka | 2.   | Kitwe       | Copperbelt | 501 360   | 12.  | Mansa         | Luapula       | 78 153   | Ndola |
| Lusaka | 3.   | Ndola       | Copperbelt | 451 246   | 13.  | Chililabombwe | Copperbelt    | 77 818   | Ndola |
| Lusaka | 4.   | Kabwe       | Központi   | 202 360   | 14.  | Mazabuka      | Déli          | 71 700   | Ndola |
| Lusaka | 5.   | Chingola    | Copperbelt | 185 246   | 15.  | Kafue         | Lusaka        | 71 573   | Ndola |
| Kitwe  | 6.   | Mufulira    | Copperbelt | 151 309   | 16.  | Kalulushi     | Copperbelt    | 51 863   | Kabwe |
| Kitwe  | 7.   | Livingstone | Déli       | 134 349   | 17.  | Choma         | Déli          | 51,842   | Kabwe |
| Kitwe  | 8.   | Luanshya    | Copperbelt | 130 076   | 18.  | Mongu         | Nyugati       | 49 818   | Kabwe |
| Kitwe  | 9.   | Chipata     | Keleti     | 116 627   | 19.  | Kapiri Mposhi | Központi      | 44 783   | Kabwe |
| Kitwe  | 10.  | Kasama      | Északi     | 101 845   | 20.  | Nakonde       | Muchinga      | 41 836   | Kabwe |

### Etnikai megoszlás
A népesség körülbelül 73 etnikai csoportra osztható, amelyek többsége bantu nyelvű. A főbb etnolingvisztikai csoportok: bemba, tonga, cseva, tumbuka, lunda, luvale, kaonde, nkoja, lozi.

### Nyelvi megoszlás
A hivatalos nyelv az angol, amelyet a hivatalos üzleti életben és a közoktatásban használnak.
A fő beszélt nyelv, beleértve Lusakát is, a csicseva, (más néven  nandzsa) ezt követi a bemba. A rézövben a bemba a fő nyelv, a második a nandzsa. A városi területeken mind a két nyelv jellemző. További nyelvek: lozi, tumbuka, kaonde, tonga, lunda és luvale.

### Vallási megoszlás
Zambia az 1996-os alkotmánya értelmében hivatalosan "keresztény nemzet", de elismeri és védi a vallásszabadságot. Míg a lakosság elenyésző része törzsi vallású, a zambiai kereszténység erősen szinkretikus jellegű.
2010-es becslés alapján a népesség zöme protestáns (kb. 75,3%), kisebb része római katolikus (kb. 20,2%), a maradék egyéb vallású kb. 2,5-3% (főleg animista), egyik sem 1,5-2%.

## Gazdaság

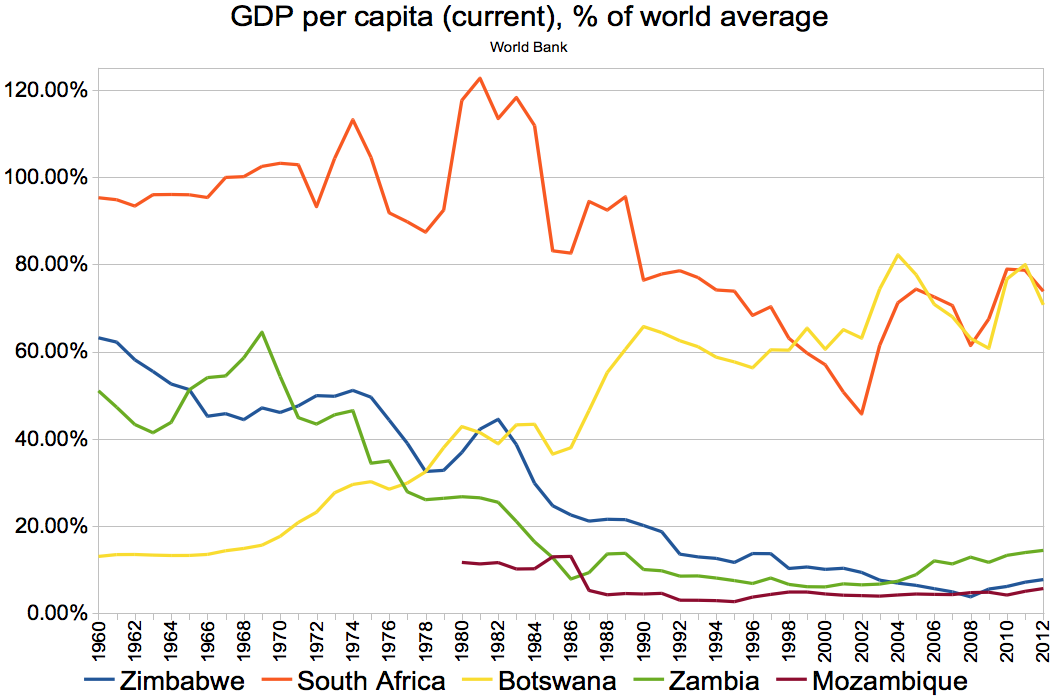
Az egy főre jutó GDP Zambiában (zöld vonal) és a környező országokban

Zambia volt a világ egyik leggyorsabban növekvő gazdasága a 2015 előtti tíz évben, a GDP növekedése átlagosan mintegy 6,7% volt évente, de a réz (fő exportcikke) világpiaci ára zuhanni kezdett, ami visszafogta a gazdasági fejlődését.
Annak ellenére, hogy a közelmúltban erős gazdasági növekedést ért el, továbbra is súlyos mértékű a vidéki szegénység, a munkanélküliség magas szintje jellemzi, továbbá a magas születési arány és viszonylag magas HIV/AIDS betegségi ráta.

### Gazdasági ágazatok
- Mezőgazdaság: növénytermesztés, állattenyésztés

A termőföldeken főként kukoricát, dohányt, és gyapotot termesztenek, a legelőkön szarvasmarhát tartanak. A mezőgazdasági területeknek csak 1%-án van öntözés, pedig a búza és a rizs termesztése ezt megköveteli. Az öntözés csak a lakott területek közelében oldható meg, ahol a közműszolgáltatók ezt lehetővé teszik.
- Ipar: bányászat – energiaipar – könnyű – és nehézipar

Gazdaságának alapja a rézbányászat-, feldolgozás- és export (a kivitel 90%-a), illetve a cink, kobalt és ólom kitermelése.

### Külkereskedelem
- Export 2015-ben[25]
  - Főbb partnerek: Kína 25,5%, Kongói Demokratikus Köztársaság 13%, Dél-Afrika 6,4%, Dél-Korea 4,9%, India 4,3%
  - Főbb áruk: réz, kobalt, villanyáram; dohány, virág, pamut
- Import 2015-ben[25]
  - Főbb partnerek: Dél-Afrika 34,5%, Kongói Demokratikus Köztársaság 18,2%, Kenya 9,7%, Kína 7,3%, India 4,4%
  - Főbb áruk: gépek, berendezések, kőolajtermékek, műtrágya, élelmiszer, ruházat

### Életszínvonal
A 2020-as évek elején Zambia továbbra is nagyon szegény ország. A kormány által 2015-ben közzétett legutóbbi életkörülmény-felmérés szerint a szegénység szintje jelentősen eltér a vidéki és városi területek között. Míg 2010 és 2015 között a vidéki területeken a szegénység tovább nőtt, addig a városi területeken ugyanezen időszak alatt csökkent. Ennek ellenére a városokban továbbra is sok kiterjedt nyomornegyed található.

## Turizmus
Zambia infrastruktúrája a 2010-es években még nincs felkészülve az egyéni turisták látogatására. A nagyvárosok és a látnivalók közötti távolságok viszonylag nagyok, a rendszeres közlekedés viszont szórványos. Egyénileg bérelt autóval pedig nagy türelmet és előzetes tervezést igényel a távolságok megtétele.
Bankautomata csak a nagyvárosokban található.

#### Látnivalók
- South Luangwa Nemzeti Park
- Lower Zambezi Nemzeti Park
- Kariba-tó
- Viktória-vízesés
- A járt úton kívüliek: Zambia északi részén kevesek által ismert vízeséseket és tavakat lehet felfedezni.

#### Látogatási évszakok
Különböző látogatási célra más évszakok alkalmasak.
- április - augusztus: száraz évszak.
- szeptember - november: forró évszak, az állatvilág megfigyelésére alkalmas, mert a növényzet ilyenkor megritkul.
- november - április: esős évszak.

## Közlekedés

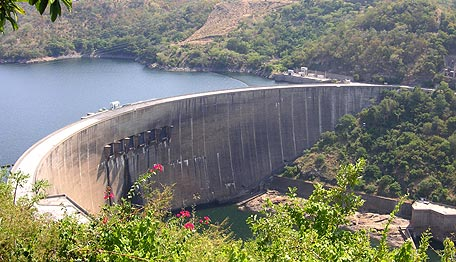
A Kariba-tó gátja a Zambézin

### Szárazföldi közlekedés
- Közutak hossza: 66 781 km
- Vasútvonalak hossza: 2173 km

### Vízi közlekedés
- Kikötők száma: 1

### Légi közlekedés
- Repülőterek száma: 11

## Kultúra

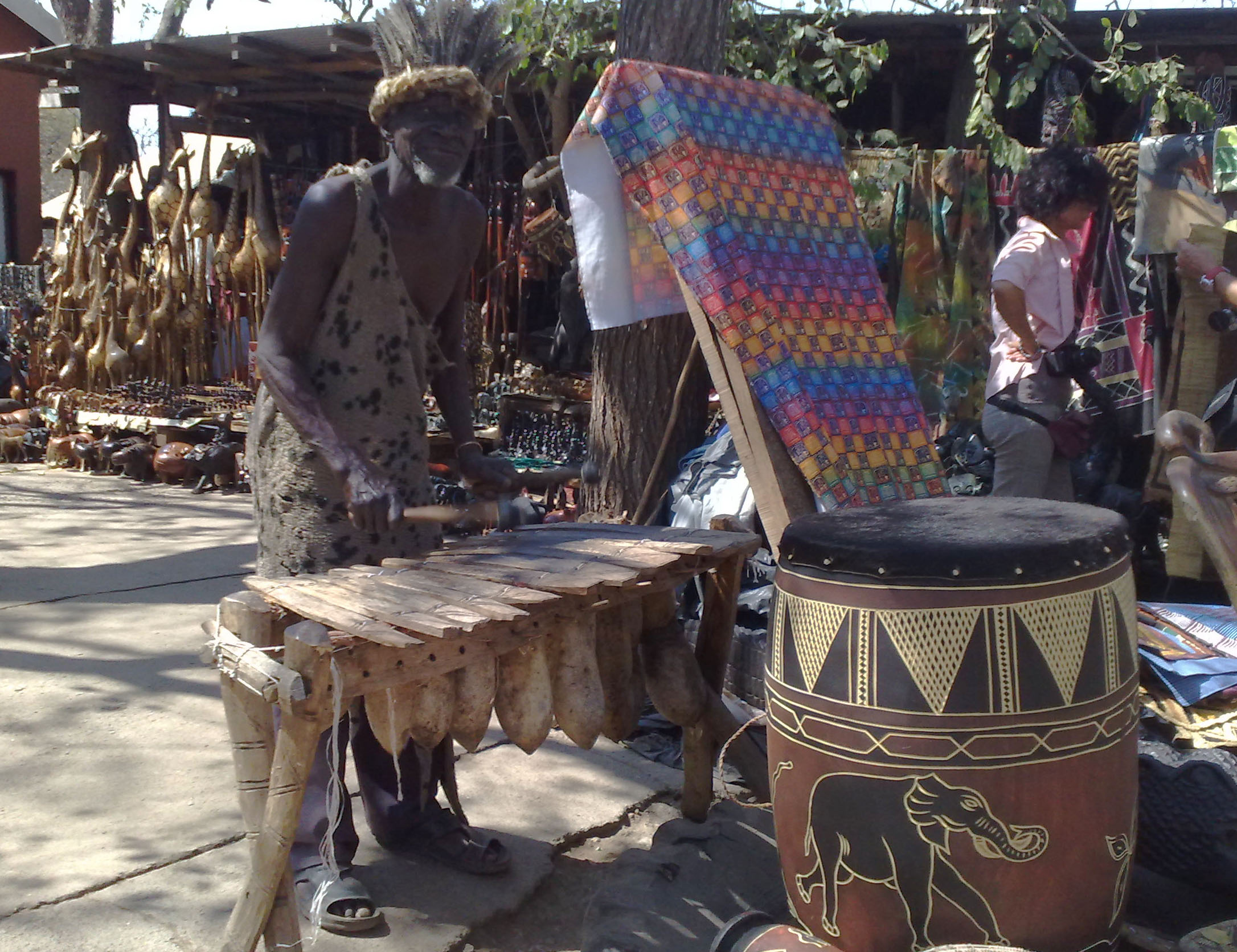
Hagyományos hangszerek

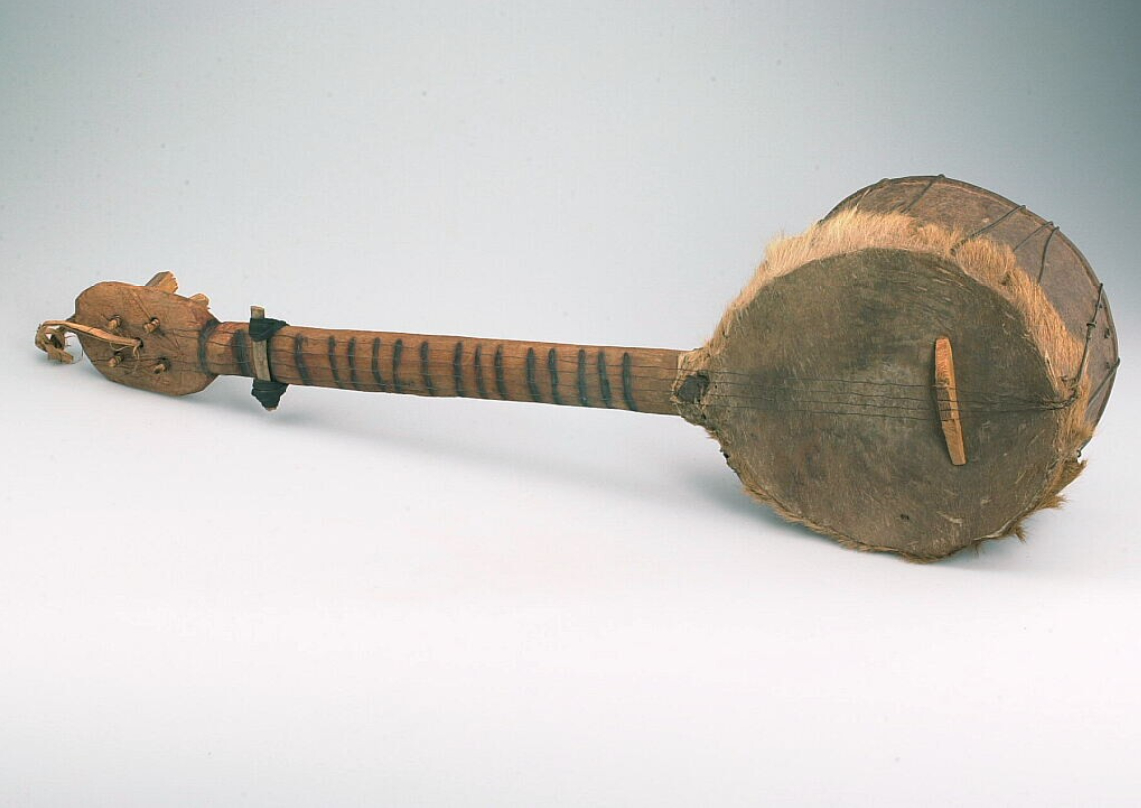
Egy pengetős hangszer

### Oktatás
Az általános iskolákban a harmadik évtől kezdődik az angol nyelv oktatása, addig a helyi nyelven tanulnak a diákok (akik általában közös nyelvet beszélnek). Ennek következtében a 15 évnél idősebb zambiaiak 80%-a beszél és ír angolul.
| - Chalimbana University - Copperbelt University - Lewanika University - Mukuba University - Mulungushi University - Nkrumah University - Palabana University - Robert Kapasa Makasa University - University of Zambia - Mukungule university - Alliance International University - Cavendish University - Chreso University - Copperstone University - DMI St. Eugene University (Z) - Information and Communications University (ICU ZAMBIA) - Gideon Robert University (GRU) - Justo Mwale University(JMU) - Kairos University - Levy Mwanawasa (COSETCO) University - Livingstone International University for Tourism Excellence & Business Management (LIUTEBM) - The Lusaka University - National Institute of Public Administration (Africa) (NIPA) - Northrise University - Rusangu University - Saint Bonaventure University - Woodlands University - Sylva University - The Supershine University - Twin Palm Leadership University - United Church of Zambia University (UCZU) - University of Africa - University of Barotseland (UBL) - University of Lusaka - Victoria Falls University of Technology Livingstone Zambia (VFU) - West East University College - Zambia Catholic University - Zambia Centre for Accountancy Studies (ZCAS) - Zambian Open University |

### Írásbeliség
Bár az angol nyelvű irodalom a gyarmatosítás kezdete, 1890 óta jelen volt, a helyi nyelveket csak évtizedekkel később, a 20. század elején kezdték írásbeli formában lejegyezni, ekkor kaptak latin betűs ábécét is. Ennek célja elsősorban az volt, hogy a Bibliát az adott nyelven elérhetővé tegyék.
Mivel az írásbeliség csak nagyjából 100 éves múltra tekinthet vissza, ezért nem csoda, hogy sokkal nagyobb hangsúlya van a napi szórakoztatásban a történetek szóbeli terjesztésének. Sok településen, környezetben megtalálható az a néhány személy (férfi vagy nő), aki érdekesen tud történeteket mesélni és sok, tanulságos történetet ismer. A mesélés ideje az esti étkezés után van; az előadás interaktív és bemutató jellegű. A mese általában szórakoztató és tanulságos, megerősíti az ismert társadalmi és erkölcsi normákat, hagyományokat. Sokszor előfordul benne „mesés”, természetfeletti fordulat, vagy más, megmagyarázhatatlan jelenség (ami ugyanakkor a hallgatók számára megszokott).

### Hagyományos művészetek
Bár európai értelemben ezek művészetnek számítanak, fontos megjegyezni, hogy Zambiában ezek a tevékenységek eredetileg gyakorlati szükségletekből jöttek létre. A kosárfonás technikáját például fekvőhelyek vagy ülőalkalmatosságok készítésére is használták.
Hagyományos művészeti forma a plasztika, a gyöngyfűzés és a kosárfonás. Található néhány sziklafestmény, némelyik a legutóbbi jégkorszak időszakából.
Maszkok
Többféle maszkot készítenek, ezek anyaga is változatos: állati bőrök, tollak, fa, növényi rostok (például szizál). A maszkoknak a múltban többféle szerepe volt, ezeket más-más alkalommal használták. Általában rituális, gyógyító vagy vallási alkalmazásuk volt. Voltak maszkok, amik felidézték a meghalt ősöket, állatokat vagy szellemeket. Beavatási maszkok is voltak külön a fiatal fiúk és a lányok számára. Ezeket csak egyszer használták, a ceremónia alkalmával, majd annak végeztével megsemmisítették (ezért csak kevés maradt fenn belőlük). A táncosok maszkjai ábrázolhattak férfiakat vagy nőket, de csak férfiak viselhették őket, ők táncolták el a női szerepeket is. A maszkokat kizárólag férfiak készítették.

### Gasztronómia
Az étkezés elmaradhatatlan része a kukoricából készült nshima, amit gyakran pörkölttel és/vagy zöldségekkel szolgálnak fel. Az ételt általában jobb kézzel fogyasztják. Fogyasztanak ezenkívül szárított halakat és rovarokat is.
Habár a kukorica a legfőbb gabonaféle, mégis csak a 20. század második felében terjedt el Zambiában. Azelőtt a nshimát is másfajta gabonából készítették. A kukorica az alapja a helyi söröknek is.
Teaivás
Az angol gyarmatosítás következtében hagyománnyá vált a teaivás, amit általában cukorral és tejjel isznak. A vendégeket is ezzel kínálják meg.
Bárok, klubok
Bárokban vagy klubokban alkoholos italokat lehet fogyasztani. Ezekre a helyekre csak férfiak léphetnek be, hiszen az asszonynak otthon a helye a gyerekek mellett.

### Társadalom, hagyományok
A nőktől gyakran megtagadják a föld öröklésének jogát, és erőszaknak vannak kitéve. A hagyományos vezetők továbbra is sok vidéki területen a kialakult normák és gyakorlatok alapján osztanak „igazságot”.
Az LMBT közösség tagjait magas szintű diszkrimináció éri. A gyarmati korszak törvényei, amelyek akár 15 év börtönbüntetést írnak elő a férfiak közötti homoszexuális tevékenységért, továbbra is érvényben vannak, de ezt változó mértékben hajtják végre.
Férfi és női szerepek
Már a gyarmatosítás időszaka előtt is élesen kettéváltak a férfi és női szerepek. Például férfiszerep volt a maszkok készítése, a fafaragás, és női szerep a takarítás, a főzés vagy a gyereknevelés. A szerepek mereven elválnak egymástól. A gyarmatosítás idején igen nagy létszámú erős férfikézre volt szükség a bányákban, ez szívóhatást gyakorolt a vidéki lakosságra, ahol többségbe kerültek a nők, akiknek a hagyományos női szerepek miatt amúgy is otthon kellett maradniuk.
Napjainkban, a modern Zambiában is megmaradtak ezek a merev határok. Például elképzelhetetlen, hogy egy férfi takarítson, mosson, vizet hozzon vagy főzzön. A férfiak leülnek valahol, beszélgetnek, valamilyen játékot játszanak, vagy (ha anyagilag megengedhetik maguknak) együtt söröznek.[forrás?]
A szétváláshoz hozzájárul az is, hogy a férfiaknak általában pénzt kereső munkájuk van, így jogosnak érzik, hogy ők rendelkeznek a pénz elosztásáról is. Az asszonynak ebbe kevés beleszólása van, ő csak a háztartás működtetéséért felel.

## Média
Az előállítás és a terjesztés költségei miatt a papíron kiadott újságok csak a városokban jelennek meg, vidékre egyáltalán nem jutnak el. A híreket és a szórakozást többnyire a rádió jelenti, a készülékek könnyű hordozhatósága és olcsósága miatt. A készülékeket elemről üzemeltetik, amit újabban kicsi, napelemes rendszerről töltenek fel. A tévé sok helyen luxuscikknek számít, ezért kevés van belőle (egy átlagos háztartás egy éves jövedelméből lehet tévékészüléket venni). A tévéadás a városoktól távolodva egyre kevésbé fogható, ami fizikailag korlátozza a használhatóságukat, és vidéken amúgy is szegényebb a lakosság.
Az 1990-es liberalizáció ellenére a média nagy része (a tévé teljesen) az állami Zambia National Broadcasting Company (ZNBC) irányítása alatt működik.
2004-es adat szerint 19 AM és 5 FM rádióadó működik az országban, de ez a gyakorlatban a sűrűn lakott, városi övezeteket jelenti, ahol az adások foghatók.
Nem mellékes körülmény, hogy vidéken kevés a megbízható, állandó áramellátás, amivel egy tévékészülék üzemeltethető lenne.

### Egyéb telekommunikációs adatok
| Hívójel prefix | 9I-9J |
| ITU zóna       | 53    |
| CQ zóna        | 38    |

## Sport
Zambiában a labdarúgás nemzeti sportnak számít. A legtöbb kis létszámú településen is megtalálható a „focipálya”, ami gyakran csak egy viszonylag sík terület, két jelképes kapufával, amik között rúgni lehet valami labdaszerűt, ami lehet, hogy csak rongyból van.
Zambia az olimpiai játékokon először 1964-ben vett részt még Észak-Rodézia néven, azóta az 1976-os olimpiai játékok kivételével minden nyári olimpián részt vettek. Az ország sportolói eddig összesen három érmet szereztek, egy bronzérmet ökölvívásban, egy ezüst- és egy bronzérmet pedig atlétikában. A zambiai labdarúgó-válogatott legjobb eredménye a 2012-es afrikai nemzetek kupáján elért győzelem.

## Ünnepek
| Dátum        | Elnevezés             | Helyi név           | Megjegyzés                                 |
| ------------ | --------------------- | ------------------- | ------------------------------------------ |
| Január 1.    | Újév                  | New Year's Day      |                                            |
| Március 8.   | Nemzetközi nőnap      | Woman's Day         |                                            |
| Március 12.  | Fiatalok napja        | Youth Day           |                                            |
| Mozgóünnep   | Nagypéntek            | Good Friday         |                                            |
| Mozgóünnep   | Nagyszombat           | Holy Saturday       |                                            |
| Mozgóünnep   | Húsvéthétfő           | Easter Monday       |                                            |
| Május 1.     | A munka ünnepe        | Labour Day          |                                            |
| Május 25.    | Afrika nap            | Africa Day          |                                            |
| Július       | Hősök napja           | Heroes' Day         | Július első hétfőjén tartják               |
| Július       | Egység napja          | Unity Day           | A hősök napját követő kedden tartják       |
| Augusztus    | Gazdák napja          | Farmers' Day        | Augusztus első hétfőjén tartják            |
| Október 18.  | Nemzeti imádság napja | National Prayer Day |                                            |
| Október 24.  | Függetlenség napja    | Independence Day    | Az ország 1964-es függetlenedésének ünnepe |
| December 25. | Karácsony             | Christmas Day       |                                            |